# PGC 213957
LEDA/PGC 213957 ist eine Galaxie im Sternbild Drache am Nordsternhimmel. Sie ist schätzungsweise 440 Millionen Lichtjahre von der Milchstraße entfernt und hat einen Durchmesser von etwa 85.000 Lichtjahren.
Im selben Himmelsareal befindet sich die Galaxie NGC 4210, NGC 4256, PGC 2686443, PGC 2686873.